# 市原FM放送
市原FM放送株式会社（いちはらエフエムほうそう）は、千葉県市原市および長生郡長柄町の各一部地域を放送区域として超短波放送（FM放送）を営む特定地上基幹放送事業者である。Cosmic Wave・いちはらFMの愛称でコミュニティ放送を行っている。

## 概要
映像制作会社・株式会社ケンレックが中心となり設立したコミュニティ放送局である。
本社スタジオのほか、サンプラザ市原スタジオがある。
市原市、長柄町と袖ケ浦市と、防災協定が締結されている。
2009年（平成21年）4月22日に予備免許取得。7月23日に免許取得。同日付で本放送を開始した。
2013年（平成25年）4月より南市原スカイスタジオ、サンプラザスタジオとしてオープン。本社業務も南市原スカイスタジオに移行。
2019年（令和元年）9月9日、令和元年房総半島台風（台風15号）により、設備故障のため放送が中断する。放送機材を送信所のある市原市役所に運び、9月14日に仮放送を実施した後、9月16日より本格的な放送を再開した。
なお、2021年（令和3年）1月現在、千葉県内のコミュニティFM局で唯一、日本コミュニティ放送協会（JCBA）に加盟しておらず、またインターネットによるサイマル放送を行っていない。当局の初代社長はサイマル放送の意義に懐疑的であると取材で答えている。

## 主な番組
- 朝の音楽館（月 - 木曜 7:00 - 8:00）
- 大澤和子の聞いてくれがいよ！（月 - 木曜 8:00 - 9:00、月・火曜＆木・金曜 15:00 - 16:00）
- イチラジ[4]（月 - 木曜　12:00 - 13:00）
- 大澤和子のWeekly news（火曜・木曜 12:00 - 13:00、月・火曜 17:00 - 18:00、水 - 金曜 17:00 - 17:30）
- ルンルン演歌旅（月・火曜 18:00 - 19:00）
- 長田照代のいけいけジャンボです（月曜 19:00 - 20:00、木曜 23:00 - 24:00）
- 石井むつ子の昼までワイド[5]（水曜 10:00 - 12:00）
- Takehiro、Fumiの今日カラ始メル我流人。[6]（水曜　18:00 - 19:00、土曜 17:00 - 18:00、日曜 15:00 - 16:00）
- 大沢音楽館（木 - 土曜 22:00 - 23:00）
- （生放送）清澄・みはるの「おしゃべりルーム」（木曜 18:00 - 19:00）
- M DJ ONAIR バトル『サウンドカフェ』（木・金曜 9:00 - 10:00、月 - 木曜 20:00 - 21:00）
- げんきがでるうた（木曜 21:00 - 21:30）
- ゆうたろうの悠々ラジオ[7]（金曜 19:00 - 20:00、日曜 13:00 - 14:00）
- スイーツオンウェイブ（土・日曜 9:00 - 10:00）
- 望洋が行く（土・日曜 10:00 - 11:00）協力：東海大学付属市原望洋高等学校
- ボイスナビ千葉（土曜 15:00 - 16:00）

## パーソナリティ
- 大澤　和子（おおさわかずこ） - 「大澤和子の聞いてくれがいよ」ほか
- 長田　照代（ながたしょうだい） - 「長田照代のいけいけJUMBOです」、「パイロットステージ」ほか
- 石井　むつ子（いしいむつこ） - 「いちはらFMワイド 火曜日（生放送）」ほか
- Takehiro（たけひろ） - 「Takehiro、Fumiの今日カラ始メル我流人。」
- Fumi（ふみ） - 「Takehiro、Fumiの今日カラ始メル我流人。」
- 清澄　三郎（きよすみさぶろう） - 「清澄・みはるのおしゃべりルーム」
- 山下　みはる（やましたみはる） - 「清澄・みはるのおしゃべりルーム」
- 桂　歌若（かつらうたわか）　~ 「桂歌若のおはよういちはら）」
- 石橋　大明（いしばしひろあき） - 「桂歌若のおはよういちはら（パートナー）」
- 柳瀬早紀 - 「スイーツオンウェイブ」
- ジョニー - 「スイーツオンウェイブ」
- 山口莉奈 - 「スイーツオンウェイブ」